# Cryptocatantops debilis
Espèce
Synonymes
- Catantops debilis Krauss, 1901
- Catantops elegans Karny, 1907[2]
- Cryptocatantops elegans (Karny, 1907)

Cryptocatantops debilis est une espèce d'orthoptères caelifères de la famille des Acrididae et de la sous-famille des Catantopinae. Elle est trouvée en Namibie. Le spécimen type est une femelle trouvée à Omaruru.